# Кастекс, Бертран Пьер
Бертран Пьер Кастекс (фр. Bertrand Pierre Castex; 1771—1842) — французский военный деятель, дивизионный генерал (1813 год), барон (1808 год), участник революционных и наполеоновских войн. Имя генерала выбито на Триумфальной арке в Париже.

## Биография
Родился в семье пекаря. В 1792 году начал службу вахмистром в роте департамента Жер, которая влилась в ряды 24-го конно-егерского полка. Воевал в составе армии Восточных Пиренеев. В 1796 году был назначен адъютантом генерала Килмена в Италии. 8 марта 1800 года переведён в корпус Жиронды.
29 октября 1803 года майор 7-го конно-егерского. Служил в лагере Брест, затем в 7-м армейском корпусе Великой Армии. За блестящую атаку при Йене, проведённую на глазах у Императора, прямо на поле боя был произведён в полковники, 20 октября возглавил 20-й конно-егерский полк вместо убитого при Йене полковника Мариньи. Действовал в составе бригады Дюронеля. При Ваграме великолепной атакой уничтожил целое пехотное каре австрийцев, за что был произведён в бригадные генералы. В начале сражения при Прейсиш-Эйлау его полк был практически уничтожен кавалерийской бригадой генерал-майора Кожина. 21 июля 1809 года возглавил 3-ю бригаду лёгкой кавалерии в составе 4-го корпуса Армии Германии. В октябре 1809 года получил также должность инспектора кавалерии в 5-м военном округе. 20 января 1810 года его бригада вошла в состав армии Брабанта. 5 апреля получил назначение в Булонский лагерь. В июле 1810 года его бригада была окончательно расформирована.
2 ноября 1811 года возглавил кавалерийскую бригаду в Мюнстере, с 25 декабря – 5-я бригада лёгкой кавалерии. Со своей бригадой участвовал в Русской кампании 1812 года в составе 2-го корпуса Великой Армии. Отличился при Островно и Полоцке. 27 ноября 1812 года ранен ударом штыка в правое бедро при переправе через Березину.
9 февраля 1813 года переведён в полк конных гренадер Императорской гвардии. Отличился в сражение при Дрездене 26-27 августа. При Альтембурге 28 сентября был ранен саблей в правое колено. За успешные действия в Саксонской кампании повышен до дивизионного генерала. В кампании 1814 года сражался на территории Голландии и Бельгии в рядах Северной армии. 23 января был ранен пулей в грудь при Синт-Трёйдене.
После реставрации Бурбонов, с 22 июля 1814 года без назначения. В период «Ста дней» командовал 9-й кавалерийской дивизией в армии Юры. С 1 августа 1815 года вновь без назначения. 3 сентября 1817 года вернулся к активной службе. Участвовал в Испанской кампании 1823 года. С 1824 по 1827 годы был депутатом от Нижнего Рейна.

## Воинские звания
- Вахмистр (15 июля 1792 года);
- Младший лейтенант (18 августа 1793 года);
- Лейтенант (1 июля 1795 года);
- Капитан (7 января 1797 года);
- Командир эскадрона (22 декабря 1800 года);
- Майор (29 октября 1803 года);
- Полковник (20 октября 1806 года);
- Бригадный генерал (21 июля 1809 года);
- Дивизионный генерал (28 ноября 1813 года).

## Титулы

Герб барона

- Барон Кастекс и Империи (фр. baron Castex et de l'Empire; декрет от 19 марта 1808 года, патент подтверждён 16 сентября 1808 года в Сен-Клу)[1][2];
- Виконт Кастекс (фр. vicomte Castex; 17 августа 1822 года).

## Награды
Легионер ордена Почётного легиона (25 марта 1804 года)
 Офицер ордена Почётного легиона (14 мая 1807 года)
 Коммандан ордена Почётного легиона (11 июля 1807 года)
 Кавалер военного ордена Святого Людовика (13 августа 1814 года)
 Великий офицер ордена Почётного легиона (24 августа 1820 года)
 Командор военного ордена Святого Людовика (1 мая 1821 года)
 Большой крест испанского ордена Святого Фердинанда (4 ноября 1823 года)
 Большой крест военного ордена Святого Людовика (3 ноября 1827 года)
- Ежегодная дотация в 4000 франков с Вестфалии (17 марта 1808 года)